# Gallieniella
Gallieniella es un género de arañas araneomorfas de la familia Gallieniellidae. Se encuentra en Madagascar y las Comoras. 

## Lista de especies
Según The World Spider Catalog 12.0:
- Gallieniella betroka Platnick, 1984
- Gallieniella blanci Platnick, 1984
- Gallieniella jocquei Platnick, 1984
- Gallieniella mygaloides Millot, 1947